# Джонни Ко
Джонни Ко (англ. Johnny Kaw) — персонаж американского фольклора, фермер, первопоселенец в штате Канзас и герой ряда небылиц о заселении европейцами территории Средней Америки.

## История персонажа
Персонаж Джонни Ко был создан в 1955 году Джорджем Альбертом Филинджером, профессором садоводства в Университете штата Канзас, в честь столетия города Манхаттен в штате Канзас. Истории о легендарном фермере и первопоселенце впервые были напечатаны в городской газете «Манхаттан Меркьюри» во время празднования столетнего юбилея, а затем изданы отдельной книгой. Филинджер создал Ко как ответ Канзаса другим вымышленным героям американского фольклора, таким как дровосек Пол Баньян и ковбой Пекос Билл. Образ героя впервые проиллюстрировал Элмер Томаш с факультета искусств Университета штата Канзас.
В рассказах Филинджера говорилось о том, как Джонни Ко менял географию, прокладывая тропы для первопоселенцев на территории Канзаса. Как он раскопал долину реки Канзас, посадил пшеницу, изобрёл подсолнечник и вырастил гигантский картофель. Ко даже управлял погодой, отсекая воронки торнадо и разгоняя облака, чтобы положить конец засухе. Прототипами его домашних питомцев — кошки Уилдкэт и птицы Джейхок, которые часто дрались друг с другом, были талисманы двух университетов штата. В историях описывается, как питомцы Ко в пылу драки образовали Пыльный котёл.
Книга Филинджера не переиздавалась после 1969 года, но канзасский писатель Джерри Гарретсон выпустил детскую книжку с картинками о Джонни Ко в 1997 году. Иллюстрации к этому изданию были созданы Дайан А. Доллар, преподавателем рисования Университета штата Канзас. Цветное издание книги вышло в сентябре 2011 года, а оригинальная версия была включена в антологию 2008 года «Канзасские небылицы».

## Статуя
Первую статую, автором которой была местная жительница, супруга Уолтера О’Нила, установили в городском парке во время празднования столетнего юбилея Манхаттена в 1955 году, но вандалы обезглавили её. Затем скульптуру перевезли на ферму, где кто-то проехался по ней на фургоне. Современная статуя Джонни Ко с плугом высотой более семи метров, сделанная из бетона на стальном каркасе и стоившая семь тысяч долларов, была установлена в 1966 году. Конструкция способна противостоять ветру и непогоде и проста в обслуживании. Большая часть средств на её создание и установку была предоставлена Джорджем Филинджером. Возведение памятника поддержали и местные жители, надеясь, что он сделает Джонни Ко местной легендой, и статуя станет придорожной достопримечательностью Канзаса. Изображение памятника появилось в комиксе «Зиппи Булавка» 17 сентября 2005 года.